# Orden de Nuestra Señora del Cardo
La Orden de Nuestra Señora del Cardo fue instituida en enero de 1370 en Moulins por el duque Luis II de Borbón, «en honor de Dios y de la Virgen Inmaculada», con motivo de su matrimonio con Ana, condesa de Forez, hija de Bérault II, delfín de Auvernia.

## Historia
Recibe también el nombre de la Orden de Borbón, por causa de su fundador y también de la Orden de la Esperanza, porque los caballeros llevaban un cinturón sobre el cual la palabra esperanza estaba bordada.
Se componía de 26 gentileshombres que debían ser distinguidos por su bravura y ser sin reproche alguno. El duque de Borbón era el soberano de la orden.
Tuvo una existencia muy corta.